# Sergio Omar Calderón
Sergio Omar Calderón, conocido popularmente como el Cura Calderón (3 de enero de 1949 - 12 de julio de 2017), fue un político venezolano y militante social cristiano perteneciente al partido COPEI, elegido gobernador del Estado Táchira, ejerciendo en el periodo de 1999-2000; también fue alcalde de San Cristóbal.

## Biografía
Fue acusado de haber firmado el Acta de Constitución del Gobierno de Transición Democrática y Unidad Nacional durante el breve gobierno de Pedro Carmona.
En julio de 2003 fue secuestrado durante unos meses; mediante una operación logró ser liberado. Habiéndose presentado como candidato a las elecciones presidenciales de diciembre de 2006, poco después declinó en favor de Manuel Rosales, candidato opositor de unidad contra el gobierno de Hugo Chávez. Fuera del mundo de la política llegó a ser presidente del equipo de fútbol profesional Deportivo Táchira Fútbol Club. Falleció el 12 de julio de 2017 debido a un cáncer.